# Lambula pleuroptycha
Lambula pleuroptycha là một loài bướm đêm thuộc phân họ Arctiinae, họ Erebidae.